# Казенні заводи
Казенні заводи — назва промислових підприємств Російської імперії, що перебували в безпосередньому управлінні державних відомств (військового, морського, гірничого, вугільного та ін.). Перші такі заводи (військові та гірничометалургійні підприємства з приписаними до них державними селянами) з'явилися в Росії ще в 17 ст., однак лише за правління Петра І відповідна практика державного господарювання набула поширення. Згодом уряд почав роздавати казенні заводи царським вельможам та іншим приватним особам (у 1730—50-х рр. цей процес набув масового характеру), але вже наприкінці 18 ст. викупив більшість колишніх казенних заводів (як правило, розорених) у їхніх власників і знову підпорядковував їх своїм відомствам. Окрім того, було збудовано низку нових великих підприємств, що мали забезпечувати дедалі зростаючі потреби російської армії.
Реформа 1861 прискорила капіталістичний розвиток імперії й поклала край практиці використання «приписних» робітників на казенних заводах, а разом з тим внесла й зміни до державного управління економікою загалом. Уряд почав практикувати розміщення замовлень для своїх потреб на приватних підприємствах. У 1870-х рр. після обговорення питання про ліквідацію казенних заводів (оскільки вони не ефективно виконували покладені на них завдання, особливо це проявилося в роки Кримської війни 1853—1856 та одразу після неї, коли стала нагальною проблема переозброєння армії, зокрема парусний флот необхідно було замінити на пароплавний) було вирішено частину підприємств залишити у віданні держави, а решту передати в приватні руки. На початку 20 ст. державі належали: Тульський, Іжевський та Сестрорецький збройові заводи, Охтинський пороховий, Петербурзький набойний, Луганський набойний, Київський арсенал, Обухівський та Іжорський заводи морського відомства; Пермський та Златоустовський заводи гірничого відомства та ін.
На Лівобережній Україні казенні заводи з'явились на початку 18 ст. За вказівкою російського уряду тут були створені, зокрема, казенні вівчарні, що мали виробляти вовну для потреб війська, а також суконні та парусно-полотняні мануфактури. У Києві почав діяти казенний шовковий завод: для нього 1725 року магістрат відвів двір на Подолі, а для налагодження тут виробництва з Санкт-Петербурга прибув майстер-француз Ян Фігерей. Щоб забезпечити завод сировиною, були закладені шовковичні сади в самому Києві та у двох селах — Жуківцях і Черняхівцях. Були налагоджені й інші дрібні казенні виробництва, і практично всі вони досить швидко виявилися збитковими. Незважаючи на це, російський уряд, маючи на меті посилити залежність України від Росії, продовжував будувати тут державні підприємства, заохочуючи водночас іноземців відкривати поряд із приписаними до казенних заводів селами власні приватні виробництва (див. Іноземний капітал в Україні).
У 1795 році на півдні України — в Луганську — почали будувати перший великий казенний ливарний завод. Це було пов'язано з необхідністю захисту нових державних кордонів імперії, що поширилась до Чорного та Азовського морів: слід було налагодити швидке й безперебійне постачання гармат та снарядів у прикордонні фортеці, морським флотовим та сухопутним військам. В період Кримської кампанії 1854—1855 Луганський ливарний завод, працюючи цілодобово, щоденно здавав до 600 пудів снарядів, однак  цього було замало: Чорноморська артилерійська експедиція вимагала збільшити виробництво до 2 тис. пудів на добу. Після завершення війни Луганський ливарний казенний завод ліквідували.
З тією ж метою, що й зведення Луганського ливарного заводу — забезпечення потреб армії, — 1794 року з Білорусі до Катеринослава перевели суконну фабрику й до неї приписали селян, котрі мешкали за 15 верст від міста — в Сурській слободі. Фабрика працювала на місцевій сировині й була одним з найбільших підприємств у Російській імперії. Попри різного роду дисциплінарні заходи з боку керівництва фабрики, продуктивність праці на ній була вкрай низькою, через що виробничі потужності використовувалися не повною мірою, окрім того, час від часу робітники (по суті, селяни) зумисно псували на ній устаткування. Тому 2 листопада 1835 року уряд закрив фабрику, а сукно для армії почав закуповувати у приватних майстернях, де працювали вільнонаймані робітники.
Наприкінці 19 ст. в Україні в безпосередньому управлінні державних відомств перебували переважно лише військові заводи.